# Юг Розіме
Юг Розіме́ (фр. Hugues Rosimé, нар. 5 вересня 1984) — французький футболіст, захисник клубу «Макурія» та національної збірної Французької Гвіани.

## Клубна кар'єра
У дорослому футболі дебютував 2008 року виступами за команду «Макурія», кольори якої захищає й донині.

## Виступи за збірну
6 вересня 2008 року дебютував в офіційних матчах у складі національної збірної Французької Гвіани в товариській грі проти збірної Мартиніки (1:2).
У складі збірної був учасником розіграшу Золотого кубка КОНКАКАФ 2017 року у США, де зіграв в одному матчі.